# St. Martin (Niederding)

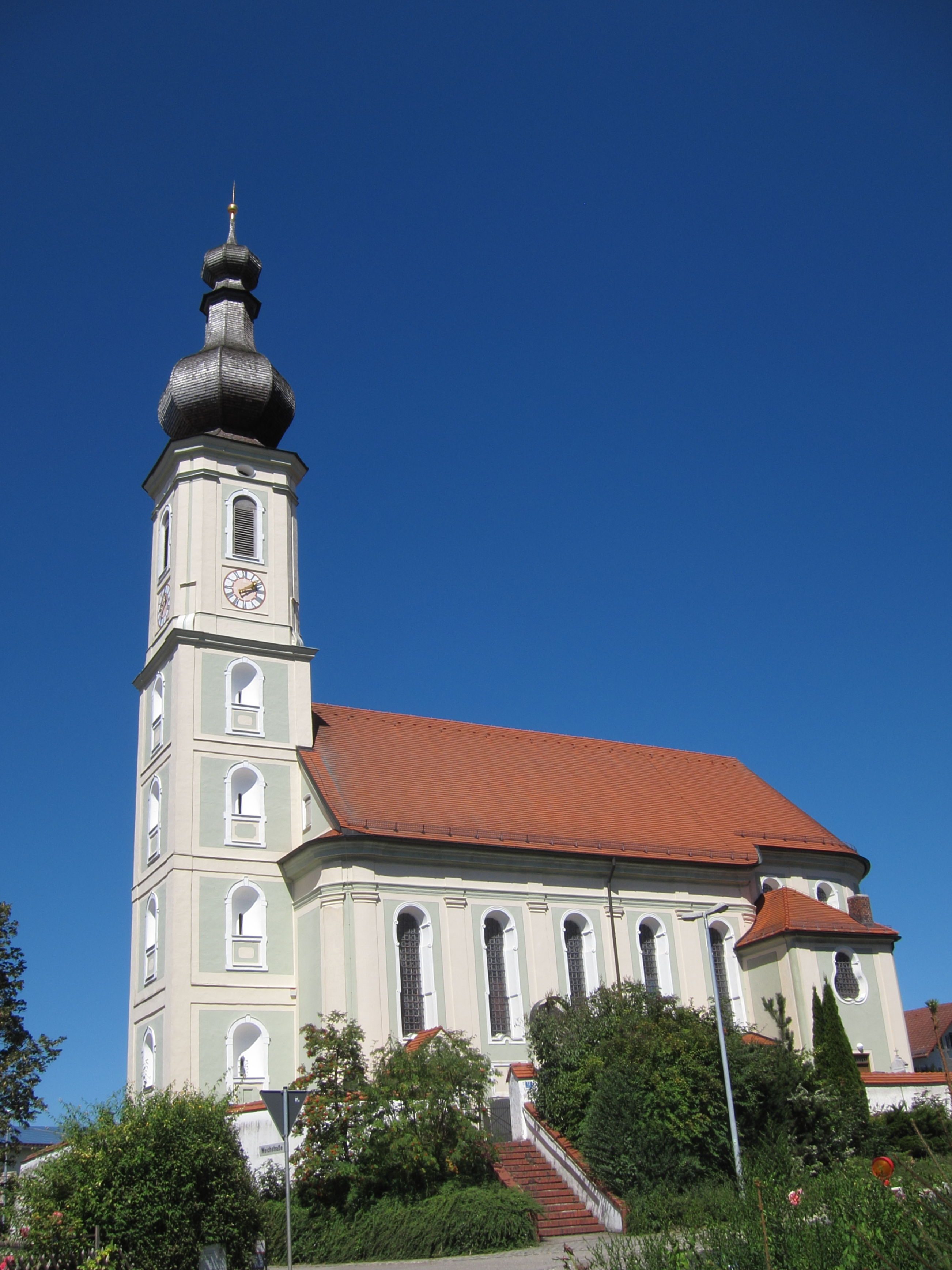
St. Martin in Niederding

Die katholische Pfarrkirche St. Martin befindet sich in der Erdinger Straße 12 in Niederding, Gemeinde Oberding, Landkreis Erding.

## Geschichte
Vor der jetzigen Kirche, errichtet vom Erdinger Stadtmaurermeister Johann Baptist Lethner im Jahre 1758, stand ein mittelalterlicher Vorgängerbau, der 1690 durch den Erdinger Stadtmaurermeister Hans Kogler erweitert und eingewölbt wurde.

## Architektur
Das Langhaus mit den 5 Jochen und dem eingezogenen, halbrund geschlossenen Presbyterium, ist im Rokokostil gestaltet. Die Turmspitze wurde mit einer Zwiebelhaube versehen.

## Ausstattung
- 3 Rokokoaltäre von 1761/62 mit Figuren von Christian Jorhan d. Ä.
- Kirchenpatron St. Martin
- Apostelfürsten Petrus und Paulus
- Darstellung der Muttergottes im Freisinger Immaculatatypus
- Schiffskanzel von Christian Jorhan d. Ä.
- 14 Nothelfer
- Hl. Leonhard und Hl. Johann Nepomuk, sowie Hl. Florian
- Taufstein vom Freisinger Steinmetz Erhardt (1924)
- Kreuzweg
- Orgel von dem königlichen Hoforgelbaumeister Franz Borgias Maerz aus München mit neun Registern auf pneumatischen Kegelladen (1901)